# 바실리 스탈린
바실리 이오시포비치 스탈린(러시아어: Васи́лий Ио́сифович Ста́лин 조지아어: ვასილი იოსების ძე სტალინი, 1921년 3월 24일 ~ 1962년 3월 19일)은 소련의 공군이다. 바르바로사 작전에 참전한 경력이 있으며, 소련의 최고 지도자 이오시프 스탈린의 아들이다.